# بنجامين مككولوك
بنجامين مككولوك (بالإنجليزية: Benjamin McCulloch)‏ هو سياسي أمريكي، ولد في 11 نوفمبر 1811 في مقاطعة روثرفورد في الولايات المتحدة، وتوفي في 7 مارس 1862 في مقاطعة بينتون في الولايات المتحدة بسبب قتل في المعركة. انتخب عضو مجلس نواب تكساس.